# مقررات درگیری (فیلم)
مقررات درگیری (به انگلیسی: Rules of Engagement) فیلمی محصول سال ۲۰۰۰ به کارگردانی ویلیام فریدکین است. در این فیلم بازیگرانی همچون تامی لی جونز، ساموئل ال. جکسون، گای پیرس، بن کینگزلی، بروس گرینوود، آن آرچر، بلیر آندروود، فیلیپ بیکر هال، داله دای، مارک فیورستین، ریچارد مک‌گوناگل، نیکی کت، رایان هرست، گوردون کلپ و پینگ وو ایفای نقش کرده‌اند.